# Contea di Yichuan
La contea di Yichuan (伊川县S, Yīchuān XiànP) è una contea della Cina, situata nella provincia di Henan e amministrata dalla prefettura di Luoyang.